# Klimaat in India

Kaart van de gemiddelde jaartemperaturen in India

Kaart van de gemiddelde jaarlijkse neerslaghoeveelheden

Het klimaat in India is zeer divers, in verband met de grote oppervlakte van het gebied en de variatie in geografie. Hierdoor is het moeilijk om van het klimaat in India een algemeen beeld te schetsen.

## Algemeen
Het klimaat is afhankelijk van de breedtegraad en van de locatie. In het noorden stijgt de temperatuur in de uitgestrekte vlakten van de Ganges tot grote hoogte, al blijft het in de winter koel in de Himalaya. Het centrale Hoogland van Dekan en het diepe zuiden hebben echter een tropisch moessonklimaat, met hoge temperaturen en vrijwel geen winter. De kustzones blijven vochtig en warm, met stortregens. De semi-aride regio's Rajasthan en Kutch, en de Regenschaduwgebieden ten oosten van de West-Ghats, behoren tot de droogstestreken van het land, terwijl de kusten en de noordelijke staten in de moessonzône liggen en te kampen hebben met cyclonen en overstromingen.

## Classificatie

Kaart van de klimaatzones in India

Volgens de klimaatclassificatie van Köppen bestaat India uit zeven verschillende soorten klimaten.
dit zijn:
- een woestijnklimaat (BWh) in het westen en noordwesten
- een steppeklimaat (BSh) in het westen en noordwesten, en in delen van het zuiden
- een gematigd chinaklimaat (Cwb) in de berggebieden in het noorden en noordoosten.
- een hooggebergteklimaat (EH of H) in de hoogste delen van de Himalaya. Er zijn echter ook klimatologen die dit niet als een apart klimaat zien en dit gebied verdelen tussen vele verschillende landklimaten en droge klimaten (Dsb, Dwb, Dwc, Dfb, BWk en BSk).
- een warm chinaklimaat (Cwa) of gematigd savanneklimaat in de vlaktes in het noorden en noordoosten
- een tropisch savanneklimaat (Aw) in grote delen van het zuiden en in het oosten
- een tropisch moessonklimaat (Am) aan de westkust in het zuiden, op de Laccadiven en op de Andamanen en Nicobaren.

Veel gebieden hebben echter ook sterk verschillende plaatselijke klimaten.

## Seizoenen
Het Indiase subcontinent kent vier seizoenen; winter (januari en februari), zomer (maart-mei), een moessonseizoen (juni-september) en de periode na het moessonseizoen (oktober-december). 
Deze laatste periode wordt ook wel aangeduid als de na-moesson of in het Engels post-monsoon: bij trekkings en beklimmingen in de Himalaya is sprake van een pre- en post-monsoon-seizoen, respectievelijk voor de moesson in de periode eind-februari tot eind-mei en in de periode erna, afhankelijk van het wegtrekken van de regenbuien, soms reeds vanaf midden-september maar ook wel pas vanaf oktober.
Het klimaat in India wordt sterk beïnvloed door de geografische en geologische omstandigheden in India. Dit geldt vooral voor de Himalaya in het noorden en de Tharwoestijn in het westen en noordwesten. De Himalaya fungeert als een barrière voor de koude valwinden vanuit Centraal-Azië, waardoor het noorden van India gedurende de winter warm blijft of een beetje wordt afgekoeld. In de zomer zorgt hetzelfde gegeven ervoor dat India, ten opzichte van zijn breedteligging, relatief heet is.

### Zomer
In de meeste delen van India duurt de zomer van maart tot juni. De temperaturen komen dan overdag boven de veertig graden uit. In de plaatsen aan de kust is het wat minder heet, met temperaturen die boven de dertig graden uitkomen, gecombineerd met een hoge vochtigheidsgraad. In de Tharwoestijn kunnen de temperaturen boven de vijfenveertig graden uitkomen.

### Moessonseizoen

Kaart van India's zuidwestelijke zomermoesson

De zomer wordt gevolgd door een zuidwestelijke moesson, die het grootste deel van India van regen voorziet. De regen dragende wolken worden aangetrokken door de lage druk die boven de Tharwoestijn ontstaat. Het moessonseizoen begint officieel op 1 juni, wanneer de moesson de kust van Kerala bereikt. De zuidwestelijke moesson splitst zich in twee takken; die van de Golf van Bengalen en die van de Arabische Zee. De moesson van de Golf van Bengalen trekt noordwaarts en bereikt begin juni het noordoosten van India. Deze moesson trekt dan verder oostwaarts en bereikt Delhi rond 29 juni. De moesson van de Arabische Zee trekt ook noordwaarts en deponeert veel van zijn regen op de westelijke hellingen van de West-Ghats. Begin juli ontvangt het grootste deel van India neerslag van deze moesson.
De moesson trekt zich in augustus terug uit het noorden van India en in oktober uit Kerala. De korte periode na het terugtrekken van de moesson wordt gekenmerkt door rustig weer.

### Winter
Tegen november doet de winter geleidelijk aan zijn intrede in de noordelijke gebieden. De winter begint in het noorden in november en begint eind december in het zuiden. De winters op het Indische schiereiland hebben milde tot warme dagen en koele nachten. Verder naar het noorden zijn de temperaturen lager. De temperaturen in sommige delen van de Indiase vlaktes kunnen 's nachts onder het vriespunt uit komen. Een groot deel van het noorden van India heeft gedurende de winter last van mist.
In de winter zijn de hoge bergpassen in de Himalaya ingesneeuwd.

## Records
De hoogste temperatuur die ooit officieel in India is gemeten is 50,6 °C in 1955 in de plaats Alwar in Rajasthan. De laagste temperatuur die ooit in India is gemeten is -45 °C in Jammu en Kasjmir.
1. ↑  CLIMBING HIMALAYAS…THE BEST TIME. Gearchiveerd op 15 april 2022.